# International Journal of Nanomedicine
Das International Journal of Nanomedicine, abgekürzt Int. J. Nanomed., ist eine wissenschaftliche Fachzeitschrift, die vom Dove Medical-Verlag veröffentlicht wird. Die Zeitschrift erscheint ausschließlich online und gewährt kostenlosen Zugang zu den Artikeln. Es werden Arbeiten veröffentlicht, die sich mit der Anwendung der Nanotechnologie in der Diagnostik und Therapie beschäftigen.
Der Impact Factor lag im Jahr 2014 bei 4,383. Nach der Statistik des ISI Web of Knowledge wird das Journal mit diesem Impact Factor in der Kategorie Nanowissenschaft & Nanotechnologie an 23. Stelle von 79 Zeitschriften und in der Kategorie Pharmakologie und Pharmazie an 30. Stelle von 254 Zeitschriften geführt.